# AN Большого Пса
AN Большого Пса (лат. AN Canis Majoris) — двойная затменная переменная звезда типа Алголя (EA) в созвездии Большого Пса на расстоянии приблизительно 6754 световых лет (около 2071 парсека) от Солнца. Видимая звёздная величина звезды — от +15,3m до +14,7m. Орбитальный период — около 2,4165 суток.